# Immigrant Song
"Immigrant Song" là một bài hát của ban nhạc Rock người Anh, Led Zeppelin, được phát hành dưới dạng đĩa đơn trong album thứ ba của họ vào năm 1970. Ca khúc này được viết trong chuyến đi trình diễn của nhóm Led Zeppelin tại Iceland, Bath và Đức vào mùa hè năm 1970. Buổi diễn khai mạc tại Reykjavík, Iceland đã tạo cảm hứng cho ca sĩ Plant viết bài này.

## Sáng tác
Bản nhạc bắt đầu bằng một giọng gào than vãn rất đặc biệt của ca sĩ Robert Plant......
Chỉ 6 ngày sau khi ban nhạc xuất hiện tại Reykjavik, họ đã trình diễn lần đầu trên sân khấu tại đại hội nhạc Bath Festival.
Lời nhạc được viết từ cái nhìn một người Viking chèo thuyền đi về hướng Tây từ Scandinavia để mà tìm kiếm đất mới. Trong một cuọc phỏng vấn trên đài truyền thanh vào năm 1970 Plant thuật lại một cách diễu cợt:
Chúng tôi tới Iceland, và nơi đó làm chúng tôi nghĩ tới người Viking và những tàu lớn... và cái bụng của John Bonham... và bang, bản Immigrant Song được sáng tác!

## Thành phần tham gia sản xuất
- Robert Plant – ca sĩ chính, hát đệm
- Jimmy Page – guitar điện
- John Paul Jones – bass
- John Bonham – trống